# Svartmaskad myggsnappare
Svartmaskad myggsnappare (Polioptila dumicola) är en fågel i familjen myggsnappare inom ordningen tättingar.

## Utseende och läte
Myggsnappare är små, gråaktiga fåglar som mycket aktivt rör sig genom växtligheten medan de konstant vippar, reser och brer ut sin långa stjärt för att skrämma upp insekter. Svartmaskad myggsnappare är övervägande gråaktig med svartkantad vit stjärt. Hanen har svart ögonmask, medan honan bara har en liten svart fläck vid örat. Hanar från nordvsätra Brasilien är vitare under.

## Utbredning och systematik
Svartmaskad myggsnappare delas in i tre underarter med följande utbredning:
- P. d. berlepschi – östra Brasiliens inland (norra Goiás, sydöstra Pará till Mato Grosso) och östra Bolivia
- P. d. dumicola – sydligaste Brasilien till Bolivia, Paraguay, Uruguay och norra Argentina
- P. d. saturata – högländer i Bolivia (Cochabamba)

## Levnadssätt
Svartmaskad myggsnappare hittas i trädtaket i savann, öppet skogslandskap och skogsbryn. Den slår gärna följe med kringvandrande artblandade flockar.

## Status och hot
Arten har ett stort utbredningsområde, men tros minska i antal, dock inte tillräckligt kraftigt för att den ska betraktas som hotad. Internationella naturvårdsunionen IUCN listar arten som livskraftig (LC).